# Tras-Eirexe
Tras-Eirexe (en gallego y oficialmente, Traseirexe) es una aldea española situada en la parroquia de Rendal, del municipio de Arzúa, en la provincia de La Coruña, Galicia.

## Demografía
| Gráfica de evolución demográfica de Tras-Eirexe entre 2000 y 2018 |
|                                                                   |
| Datos según el nomenclátor publicado por el INE.                  |